# Gertrud Kolmar
Gertrud Kolmar (Pseudonym für Gertrud Käthe Chodziesner, geboren am 10. Dezember 1894 in Berlin; ermordet Anfang März 1943 in Auschwitz) war eine deutsche Lyrikerin und Schriftstellerin.

## Leben

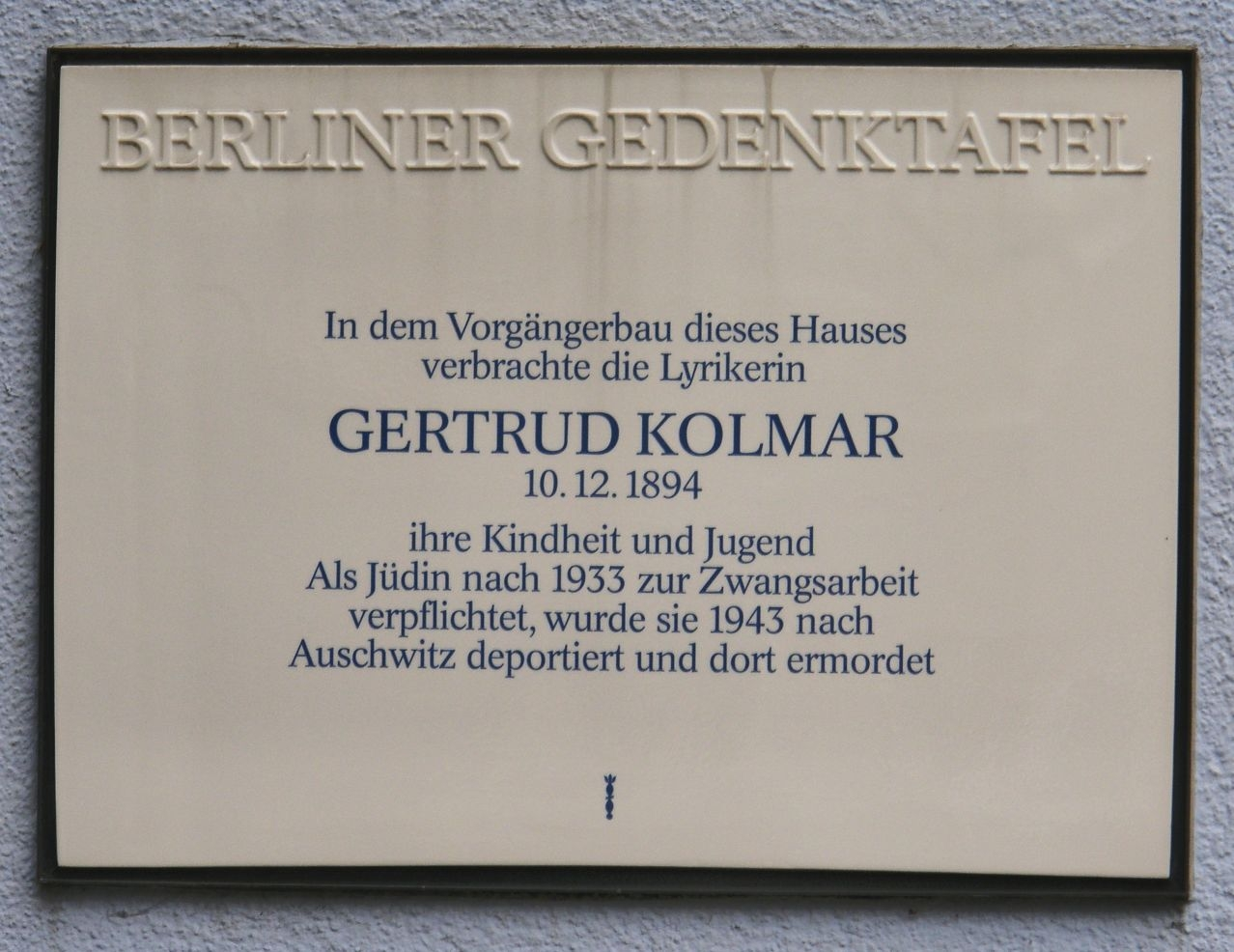
Berliner Gedenktafel für Gertrud Kolmar in Berlin-Westend

Gertrud Kolmar war die älteste Tochter des jüdischen Rechtsanwaltes Ludwig Chodziesner (1861–1943) und seiner Frau Elise, geborene Schoenflies (1872–1930). Sie hatte zwei Schwestern (* 1897 und 1905) und einen Bruder (* 1900). Sie war eine Cousine von Walter Benjamin und dessen Bruder Georg Benjamin (→ Familien Schoenflies und Hirschfeld). Sie wuchs im Charlottenburger Westend auf, dem heutigen Berliner Westend, und besuchte nach mehreren privaten Berliner Mädchenschulen 1911/12 eine haus- und landwirtschaftliche Frauenschule in Elbisbach bei Leipzig. Sie war zwischenzeitlich in einem Kindergarten tätig, lernte Russisch und absolvierte 1915/16 ein Seminar für Sprachlehrerinnen in Berlin mit einem Diplom für Englisch und Französisch. Zu dieser Zeit hatte sie eine Liebesbeziehung mit einem Offizier, die mit einer Abtreibung und der anschließenden Trennung endete.
1917 erschien ihr erster Gedichtband unter dem Pseudonym Gertrud Kolmar. Das Pseudonym erklärt sich aus der Herkunft ihres Familiennamens von der Stadt Chodziesen in der damaligen preußischen Provinz Posen, die 1878 in Kolmar umbenannt worden war. In den Jahren 1917/18 arbeitete Gertrud Kolmar als Zensorin in dem Kriegsgefangenenlager Rohrbeck/Döberitz bei Berlin. 1921 zog die Familie Chodziesner in die Berliner Innenstadt, 1923 nach Falkensee bei Spandau in die Villenkolonie Finkenkrug. Gertrud war während dieser Zeit Erzieherin in verschiedenen Berliner Familien, 1927 ging sie in dieser Funktion auch nach Hamburg. Im selben Jahr unternahm sie eine Studienreise nach Frankreich mit Aufenthalten in Paris und Dijon. Ab 1928 übernahm sie wegen einer schweren Erkrankung der Mutter die Führung des elterlichen Haushalts und arbeitete daneben als Sekretärin für ihren Vater. Seinetwegen blieb sie nach 1933 in Deutschland, während ihren Geschwistern die Flucht gelang.
Ab Ende der 1920er-Jahre erschienen einzelne ihrer Gedichte in literarischen Zeitschriften und Anthologien. 1934 wurde ihr zweiter Gedichtband Preußische Wappen im Verlag Die Rabenpresse von Victor Otto Stomps publiziert. Diese Veröffentlichung brachte den Verlag auf eine Liste unerwünschter Verlage des Börsenvereins des deutschen Buchhandels, von dem er dann boykottiert wurde. Kolmar durfte ab 1936 nicht mehr unter ihrem Künstlernamen publizieren, sondern nur noch unter ihrem Familiennamen Chodziesner.

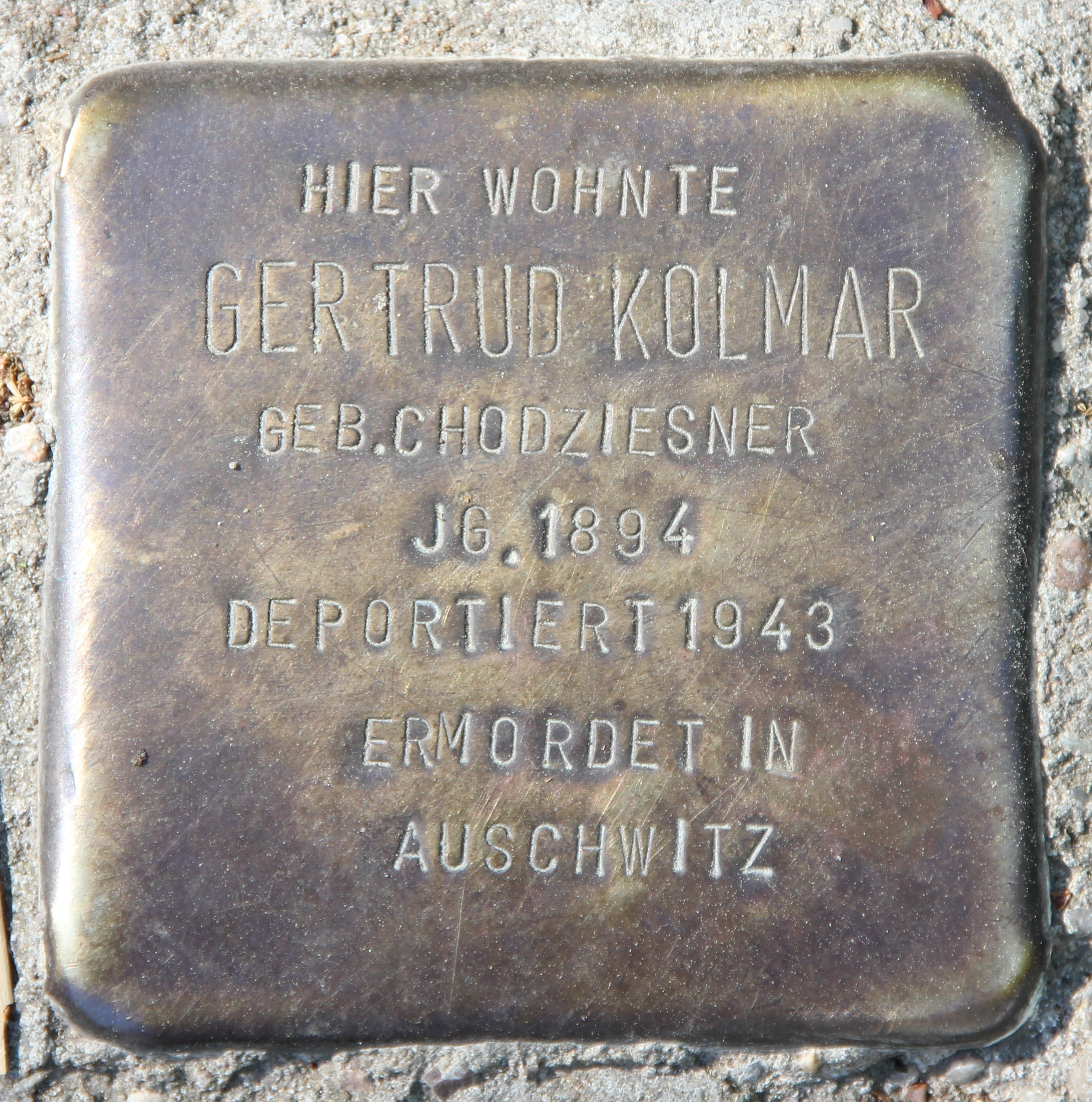
Stolperstein in Berlin-Schöneberg

Ihr dritter Gedichtband Die Frau und die Tiere, der im August 1938 im Verlag Erwin Löwe erschien, wurde nach der Reichspogromnacht vom 9. November 1938 in Zusammenhang mit der Auflösung der jüdischen Buchverlage verramscht. Die Familie Chodziesner wurde infolge der verschärften Verfolgung der jüdischen Bevölkerung noch im November 1938 zum Verkauf ihres Hauses in Finkenkrug und zum Umzug in eine Etagenwohnung in einem „Judenhaus“ in Berlin-Schöneberg gezwungen.
Ab Juli 1941 musste Gertrud Kolmar Zwangsarbeit in der Rüstungsindustrie leisten. Ihr Vater wurde im September 1942 in das Ghetto Theresienstadt deportiert und starb dort im Februar 1943. Gertrud Kolmar wurde am 27. Februar 1943 im Verlauf der Fabrikaktion verhaftet und am 2. März 1943 im 32. „Osttransport“ des RSHA ins Konzentrationslager Auschwitz deportiert. Von den etwa 1500 Berliner Jüdinnen und Juden, die in diesem Zug am 3. März 1943 in Auschwitz ankamen, wurden nach der Selektion an der „Alten Rampe“ 535 Männer und 145 Frauen als „arbeitsfähige“ Häftlinge registriert und in das Lager eingewiesen. Die übrigen etwa 820 Deportierten dieses Zuges, darunter Gertrud Kolmar, wurden nicht als Häftlinge registriert und vermutlich sofort nach der Ankunft in der Gaskammer ermordet.

## Bedeutung
Gertrud Kolmar, von deren Werk zu Lebzeiten relativ wenig erschien, gilt heute als eine der bedeutendsten deutschsprachigen Lyrikerinnen des 20. Jahrhunderts. Nach eher konventionellen Anfängen fand sie in ihren Gedichten vor allem ab Ende der Zwanzigerjahre zu einem eigenen, unverkennbaren Ton, geprägt von großer sprachlicher Virtuosität und Expressivität, unter gleichzeitiger Beibehaltung traditioneller Formen. In ihrem Werk herrschen Natur- und Frauenthemen vor, oft ins Mystische und Hymnische gesteigert.

## Ehrungen

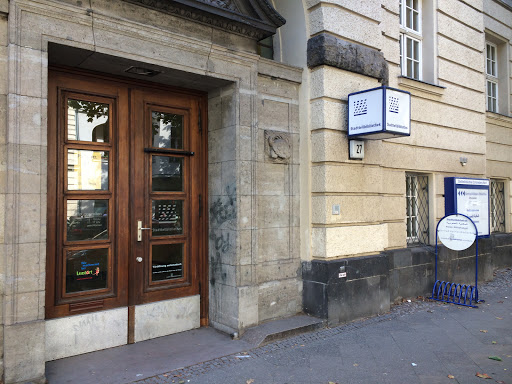
Gertrud-Kolmar-Bibliothek in Schöneberg

- 1956 wurde Gertrud Kolmar postum mit dem Deutschen Kritikerpreis ausgezeichnet.
- Seit 1999 trägt die Gertrud-Kolmar-Bibliothek (Stadtteilbibliothek) in Berlin-Schöneberg ihren Namen
- Eine Gertrud-Kolmar-Straße gibt es in Berlin-Mitte (2001), Potsdam und Sarstedt, einen Gertrud-Kolmar-Weg in Falkensee-Finkenkrug und in Dietzenbach.
- Im Jahr 2007 wurden bei ihrem letzten Wohnhaus in Falkensee für sie und ihren Vater Stolpersteine verlegt.[5] An der Straßenfront des Wohnhauses befindet sich eine steinerne Gedenktafel, die in der Brandenburger Denkmalliste enthalten ist. Ein weiterer Stolperstein wurde an ihrer letzten Wohnstätte in der Münchener Straße in Berlin-Schöneberg verlegt.
- Das Museum und Galerie der Stadt Falkensee widmet sich in seiner Dauerausstellung ausführlich dem Leben und Werk Gertrud Kolmars.[6]

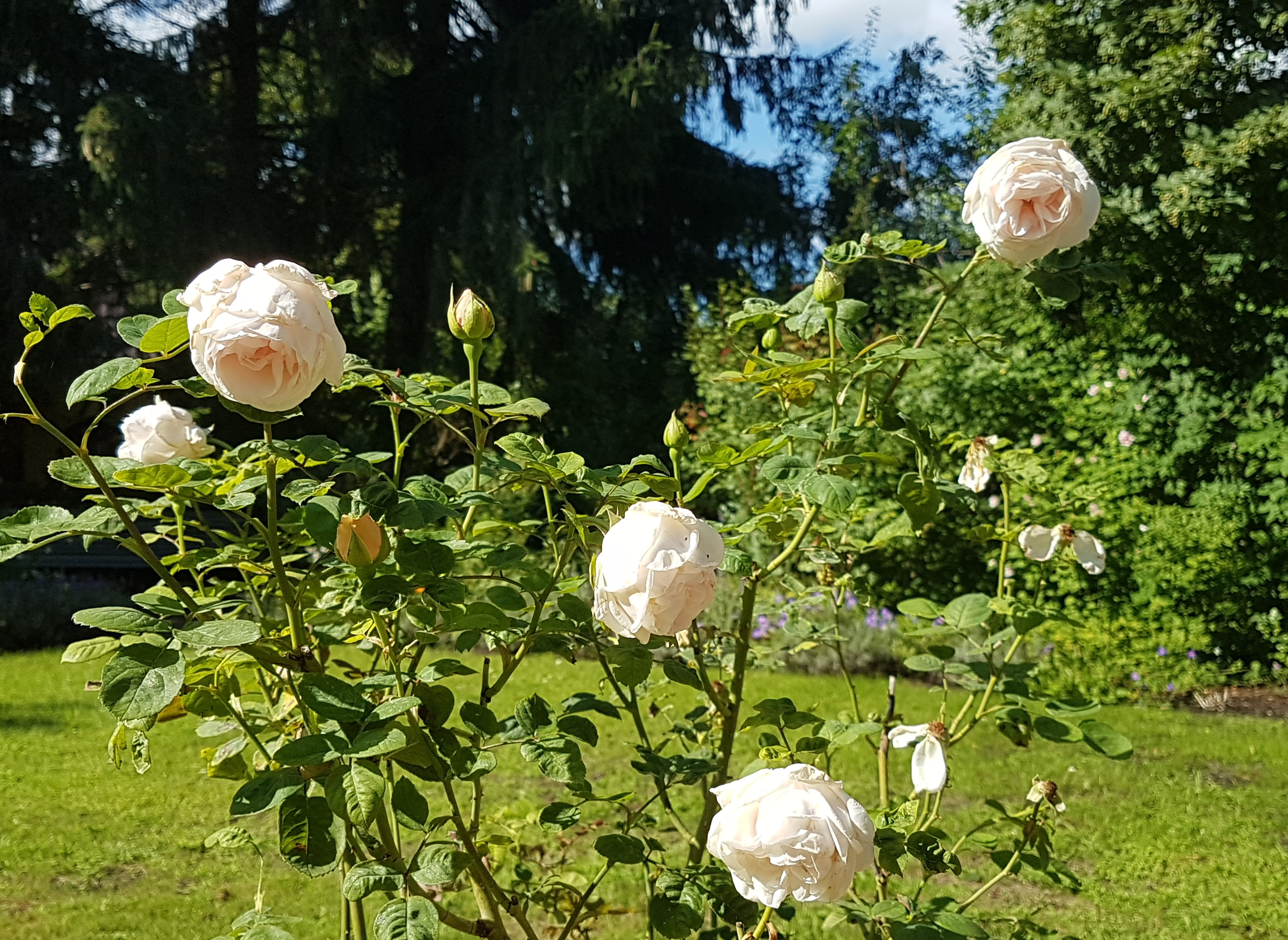
Gertrud-Kolmar-Rose im Garten von Museum und Galerie Falkensee

- 2011 wurde eine Rosen-Neuzüchtung aus Hamburg als „Gertrud-Kolmar-Rose“ im Garten von Museum und Galerie Falkensee nach der Dichterin benannt und 'getauft'; der dortige Rosengarten trägt ihren Namen[6]
- 2019 vergab die Online-Literaturplattform Fixpoetry den bisher einmal verliehenen mit insgesamt 18.500 Euro dotierten Gertrud-Kolmar-Preis für Lyrik.
- Im April 2022 wurde der Kolmar Park in Chicago, Illinois, zu Ehren der Dichterin umgewidmet; zuvor hatte sich sein Name auf die benachbarte, nach der Stadt Colmar benannte Kolmar Avenue bezogen.[7][8]

## Werke

### Veröffentlichungen zu Lebzeiten
- Gedichte, Berlin, Fleischel & Co. 1917. Neuausgabe Hofenberg, Berlin 2022, ISBN 978-3-7437-4335-9.
- Preußische Wappen, Berlin, Die Rabenpresse 1934
- Die Frau und die Tiere, Berlin, Jüdischer Buchverlag E. Löwe 1938
- Die Frau und die Tiere, Quelle Kindler neu unterKolmar: Das lyrische Werk, DLA Marbach, erschienen 1938, DNB-Link

### Posthume Ausgaben
- Welten, Berlin, Suhrkamp 1947
- Das lyrische Werk, herausgegeben von Hermann Kasack, mit einem Nachwort von Jacob Picard, Heidelberg, Lambert Schneider 1955
- Das lyrische Werk, München, Kösel 1960
- Eine jüdische Mutter, München, Kösel 1965; Die jüdische Mutter, herausgegeben von Regina Nörtemann und Thedel v. Wallmoden, Göttingen : Wallstein Verlag, 2023, ISBN 978-3-8353-3388-8
- Briefe an die Schwester Hilde, München 1970
- Das Wort der Stummen. Nachgelassene Gedichte. Hrsg. und mit einem Nachwort von Uwe Berger und „Erinnerungen an Gertrud Kolmar“ von Hilde Benjamin, Berlin, Buchverl. Der Morgen 1978
- Weibliches Bildnis. Sämtliche Gedichte, mit einem Nachwort von Hilde Wenzel, München, dtv 1987
- Susanna, Frankfurt am Main, Suhrkamp 1993; auf 2 CD Berlin: Herzrasen Records, 2006
- Nacht, Verona 1994
- Briefe. Hrsg. von Johanna Woltmann. Göttingen, Wallstein 1997, ISBN 3-89244-232-0; durchges. von Johanna Egger und Regina Nörtemann, Göttingen : Wallstein, 2014, ISBN 978-3-8353-1397-2
- Das lyrische Werk. Hrsg. von Regina Nörtemann. 3 Bände. (erste kritische, kommentierte Ausgabe). Göttingen, Wallstein 2003 (² 2010)
- Die Dramen. Hrsg. von Regina Nörtemann. Göttingen, Wallstein 2005, ISBN 3-89244-822-1
- Gertrud Kolmar (= Poesiealbum 315), Lyrikauswahl von Horst Nalewski, Grafik: Max Liebermann. Märkischer Verlag Wilhelmshorst 2014, ISBN 978-3-943708-15-8.
- Der Engel im Walde, Fassung 1933 und 1937, Übersetzung ins Polnische von Iwona Mickiewicz, Übersetzung ins Hebräische von Varda Getzow, Künstlerbuch mit Linolätzungen von Thomas P. Konietschke, Kaefertal-Presse & Edition 2017